# Toornafulla
Toornafulla är en ort i republiken Irland.   Den ligger i grevskapet County Limerick och provinsen Munster, i den sydvästra delen av landet, 220 km sydväst om huvudstaden Dublin. Toornafulla ligger 235 meter över havet och antalet invånare är 152.
Terrängen runt Toornafulla är varierad, och sluttar norrut. Runt Toornafulla är det glesbefolkat, med 15 invånare per kvadratkilometer. Närmaste större samhälle är Newcastle West, 11,2 km nordost om Toornafulla. Trakten runt Toornafulla består i huvudsak av gräsmarker.